# 尉撥
尉 撥（うつ はつ、生没年不詳）は、中国の北魏の軍人・政治家。本貫は代郡。

## 経歴
濮陽郡太守の尉那の子として生まれた。太学生となり、兗州刺史の羅忸の募兵に従って功績を挙げ、介休男の爵位を受けた。北燕に対する征討に従い、虎賁帥となり、千人軍将に転じた。楽平王拓跋丕の下で再び北燕を攻撃した。涼州軍将に任ぜられ、吐谷渾を討って1000戸あまりを捕らえた。功績により子爵に進んだ。晋昌鎮将にうつり、治績を挙げた。平城に召還されて知臣監となった。また杏城鎮将として出向し、在任すること九年、少数民族の統治に意を用いた。献文帝が即位すると、北征都将となった。また都将として南征に従い、懸瓠を攻撃して南朝宋の将の朱湛の率いる水軍3000人を破った。懸瓠鎮将となり、員外散騎常侍の位を加えられ、爵位は安城侯に進んだ。平南将軍・北豫州刺史に転じた。後に洛州の民の田智度が北魏に叛くと、尉撥は豫州の兵を率いて田智度を捕らえ、平城に送った。死去すると、冠軍将軍の位を追贈され、諡は敬侯といった。

## 伝記資料
- 『魏書』巻三十 列伝第十八
- 『北史』巻二十五 列伝第十三